# Kromatski broj
Kromatski broj grafa {\displaystyle \gamma (G)} je najmanji prirodan broj {\displaystyle k} sa svojstvom da je {\displaystyle G} {\displaystyle k}-obojiv. Ako je {\displaystyle \gamma (G)=k} tada je graf {\displaystyle G} {\displaystyle k}-kromatski odnosno {\displaystyle k}-obojiv.:1
Kod kritičnih grafova vrijedi da su povezani, a da nije tako svaka komponenta povezanosti imala isti kromatski broj kao čitav graf. Vrijedi li da je kritičan graf {\displaystyle G} {\displaystyle k}-kromatski, onda ga nazivamo {\displaystyle k}-kritičnim. Svaki graf kromatskog broja {\displaystyle k} ima kritičan podgraf kromatskog broja  {\displaystyle k}-kromatski.:1
Često nije jednostavno točno odrediti kromatski, ali postoje relativno dobre gornje i donje međe te razne druge ograde kromatskog broja.:2 Na točno određivanje kromatskog broja svode se mnogi kombinatorni problemi, među kojima je problem četiri boje, primjeri Hadwigerove slutnje i dr.:3

## Vanjske poveznice
- Sveučilište J. J. Strossmayera u Osijeku - Odjel za matematiku Iva Gregurić: Bojenje grafova, Osijek, 2011.